# زدوبانی (ازورگتی)
زدوبانی (گرجی: ზედუბანი) یک روستا در شهرداری ازورگتی ناحیه گوریا در غرب گرجستان است.